# Cenotaph Hill
Der Cenotaph Hill (englisch für Denkmalhügel) ist ein 2070 m hoher und felsiger Berg in der antarktischen Ross Dependency. Im Königin-Maud-Gebirge ragt er 13 km nordnordöstlich des Mount Fridtjof Nansen aus einem Gebirgskamm auf, der den Strøm-Gletscher vom Liv-Gletscher trennt.
Die Südgruppe einer von 1963 bis 1964 dauernden Kampagne im Rahmen der New Zealand Geological Survey Antarctic Expedition besuchte den Berg und benannte ihn nach seinem auffälligen Gipfel, der an ein Denkmal erinnert.